# ダーリン・バン・ホーン
ダーリン・バン・ホーン（Darrin Van Horn、1968年9月7日 - ）は、アメリカ合衆国の男性プロボクサー。元IBF世界スーパーウェルター級王者。元IBF世界スーパーミドル級王者。世界2階級制覇王者。ケンタッキー州レキシントン出身。

## 来歴
1984年9月2日、デビュー戦を行い2回KO勝ちで白星でデビューを飾った。
1987年2月24日、ジョン・モーラと対戦し6回2分46秒TKO勝ち。
1988年2月21日、ジョン・ムンヅガと対戦し7回2分16秒TKO勝ち。
1989年2月5日、アトランティックシティのトランプ・ナゲットでIBF世界スーパーウェルター級王者ロバート・ハインズと対戦し12回3-0(118-110、118-111、116-112)の判定勝ちで王座獲得に成功した。
1989年7月15日、ジャンフランコ・ロッシと対戦し最終12回にダウンを奪われ12回0-3(109-117、108-118、109-116)の判定負けで初防衛に失敗しわずか5か月の短期政権に終わり王座から陥落した。
1990年7月21日、ジャンフランコ・ロッシとリマッチをマリーノで行い12回0-3(2者が112-115、113-116)の判定負けで王座返り咲きに失敗した。
1991年5月18日、IBF世界スーパーミドル級王者リンデル・ホームズと対戦。10回終了時点の採点は1-2(2者が94-96、96-94)で負けていたが11回1分49秒KO勝ちで2階級制覇を達成した。
1991年8月17日、ジョン・ジャービスと対戦し3回1分11秒KO勝ちで初防衛に成功した。
1992年1月10日、パラマウント・シアターでアイラン・バークレーと対戦し2回1分33秒TKO負けで2度目の防衛に失敗し王座から陥落した。バークレーは3階級制覇を達成した。
1994年8月3日、2年振りの復帰戦をウィーリー・ベルと行い2回TKO勝ちを最後に現役を引退した。

## 獲得タイトル
- 第6代IBF世界スーパーウェルター級王座(防衛0)
- 第5代IBF世界スーパーミドル級王座(防衛1)